# Julius Mosengeil
Julius Mosengeil, seit 1862 von Mosengeil, (* 15. November 1800 in Frauenbreitungen bei Meiningen; † 14. Mai 1883 in Meiningen) war ein deutscher Jurist und Beamter. Er war herzoglich sächsisch-meiningerischer Geheimer Kabinettsrat und Offizier.

## Leben
Julius Mosengeil war Sohn von Friedrich Mosengeil und studierte in Jena und Heidelberg Jura.
Er gehörte ab ca. 1824 zum Hof des Herzogs von Sachsen-Coburg-Meiningen, war sein Kabinettssekretär und leitete die Herzögliche Handbibliothek.
1837 war er bereits Hauptmann, Kommandeur des Meininger Feldjägercorps (3 Brigaden von insgesamt 40 Mann) und Kabinettsrat.
Am 15. Oktober 1862 wurde er für seine Verdienste in den Adelsstand erhoben. 
Um 1867 gehörte er als Geheimer Kabinettsrat und Major a. D. dem Kabinett des Herzogs an und 1874 wurde er Hofstaatsdiener a. D.
Julius Mosengeil war zweimal verheiratet. In erster Ehe mit Marie von Charpentier (1811–1840) und war Vater vom Medizinalrat Karl von Mosengeil. In zweiter Ehe war er ab 1845 mit Anna Treusch von Buttlar-Brandenfels (1823–1869) verheiratet. Seine Tochter Marie von Mosengeil (1852–1924) heiratete den preußischen Major und Bezirksoffizier Maximilian August von Blumröder (1849–1907), welcher ein Sohn von Adolf von Blumröder war.

## Auszeichnungen (Auswahl)
- 1837: Verdienstkreuz[3]
- 1846: Ritter des Herzoglich Sachsen Ernestinischen Hausordens[6]
- 1873: Komtur zweiter Klasse des Herzoglich Sachsen Ernestinischen Hausordens[5]

## Wappen
Das Stammwappen zeigt ein in Blau und Silber fünfmal geteiltes Schild auf dessen Mitte ein goldverzierter, silberner Spangenhelm sitzt. Dieser ungekrönte Helm mit blau-silberner Decken ist mit fünf blau-silbernen Straußenfedern besetzt.

## Trivia
Seine Personalakte ist im Landesarchiv Thüringen, Staatsarchiv Meiningen, archiviert.